# 私はついてない
「私はついてない」（Poor Poor Pitiful Me）は、アメリカ合衆国のミュージシャン、ウォーレン・ジヴォンが作詞作曲し1976年に初めて録音した曲。
性別を入れ替えたバージョンが2度ヒットした。最初はリンダ・ロンシュタットによるトップ40ヒットで、その10年以上後にテリ・クラークによってカナダのカントリー・チャートで1位に輝き、全米カントリー・チャートでも5位に到達した。

## ウォーレン・ジヴォンのバージョン

### 背景
ジヴォンの冷笑的な歌詞のスタイルをに合わせて、この曲の歌詞は自殺未遂、家庭内暴力、サドマゾヒズムとの戦いが扱われている。この曲はジヴォンの1976年のセルフタイトルのソロアルバムで最初に公開された。この曲はプロデュースしたジャクソン・ブラウンの（『プリテンダー』収録の「あふれでる涙」や「暗涙」などのように）ソングライティングが完全に抑うつ的であることへのフレンドリーな非難だと言われている。
「私はついてない」はジャクソン・ブラウンにプロデュースされ、ジヴォンのセルフタイトルの1976年のアルバム、『ウォーレン・ジヴォン』に収録され、リンジー・バッキンガムがバッキング・ボーカルを担当した。この曲は後にジヴォンのグレーテスト・ヒッツ・コンピレーション、A Quiet Normal Life (1986)、I’ll Sleep When I’m Dead (1996)、Genius: The Best of Warren Zevon (2002)にも収録されている。ライブバージョンは1980年の Stand in the Fire と1993年の Learning to Flinch に収録されている。スタジオ録音の別バージョンは死後の2007年のコンピレーション Preludes: Rare and Unreleased Recordings と並んで2008年の『ウォーレン・ジヴォン』の再発売版にも収録されている。

## リンダ・ロンシュタットのバージョン

### 背景
リンダ・ロンシュタットはこの曲の性別を入れ替えたバージョンを1977年に録音した。
ロンシュタットはマリブの自宅のリビングルームでジャクソン・ブラウンが「私はついてない」を売り込んでいたとことを回想している。
「『私はついてない』の歌詞は "サンセットストリップで女の子にあった / 彼女は私にぶつのかどうかをきいた / 私をホテルの部屋に連れて行って / 私のモルヒネヒーターを壊した" だったと思う。
それはとても面白かったけど、ジャクソンに「こんな歌は歌えないよ！それじゃ私じゃない……その部分を省く必要があった」 。
ロンシュタットの解釈は彼女のマルチ・プラチナ・アルバム『夢はひとつだけ』でピーター・アッシャーにプロデュースされた。
ロンシュタットのライブバージョンは1978年の映画『FM』のサウンドトラック・アルバムに収録されており、スタジオバージョンはプラチナ・プラス・アルバム『グレイテスト・ヒッツVol.2』にも収録されている。

### 評価
1978年初頭にアサイラム・レーベルからシングルとして発売されたロンシュタットのバージョンは1978年1月28日の週にビルボード・ホット100チャートにその週の最高位で初登場した。この曲はキャッシュボックスのトップ100で26位を獲得し、ビルボードの31位に到達した。

### チャートでの成績
| チャート(1978年)                    | 最高 順位 |
| ----------------------------------- | --------- |
| カナダ RPM アダルトコンテンポラリー | 9         |
| カナダ RPM カントリー               | 36        |
| カナダ RPM トップ・シングル         | 31        |
| US Hot Country Songs (Billboard)    | 46        |
| 全米ビルボード・イージーリスニング  | 27        |
| US Billboard Hot 100                | 31        |
| 全米キャッシュボックス・トップ100   | 26        |

## テリ・クラークのバージョン

### 背景
もう一つのヒットしたこの曲のカバーバージョンはカナダのカントリー・シンガー、テリ・クラークによって録音された。この曲は彼女の1996年のセカンドアルバム、Just the Same からの一枚目のシングルとして1996年9月に発売された。クラークは『ビルボード誌』にリンダ・ロンシュタットのバージョンを地元のジムで運動しているときに聞いたと語っている。「そして、これはクールな曲だ。どんなすごいカントリー・レコードを作ることができるだろうと思った。ライブで演奏し始めて、この曲はうけた」と述べている。

### 評価
「私はついてない」はアメリカのビルボード・ホット・カントリー・シングル＆トラックで1996年10月12日に47位で初登場した。クラークのバージョンはカナダの RPM カントリー・チャートのナンバーワンヒットとなり、アメリカのカントリーチャートでも5位となった。

### ミュージック・ビデオ
ミュージックビデオは Deaton Flanigen の監督で撮影され、1996年末に公開された。ボディーショップで車を修理中のクラークが何人もの男に声をかけられるシーンを挟んだ白黒のツアー映像で構成されている。最終的に、彼女は彼女の車を修理している男が彼女の相手であることに気づく。彼女は彼が呼ばれて行く前に車を動かし始める。2人は一緒にドライブをはじめ、店の2人の同僚を驚かせたままにして行く。

### チャートでの成績
| チャート(1996年)                              | 最高 順位 |
| --------------------------------------------- | --------- |
| カナダ カントリー・トラックス (RPM)           | 1         |
| US Bubbling Under Hot 100 Singles (Billboard) | 9         |
| US Hot Country Songs (Billboard)              | 5         |

### 年間チャート
| チャート(1996年)           | 順位 |
| -------------------------- | ---- |
| カナダ・カントリー曲 (RPM) | 43   |

## その他のバージョン
- 1986年、SNFUはこの曲のハードコア・パンクでのカバーをコンピレーション It Came from the Pit に収録した。
- 2003年にアン・ルイーズ・ブライスはこの曲をリアリティ番組 Nashville Star: The Finalists でカバーした。
- ヴィタミン・ストリング・クアルテット（英語版）はこの曲のインストゥルメンタルバージョンを2003年の Dad Get Me Out of This: The String Quartet Tribute to Warren Zevon に収録した。
- 2003年にローンスター・レディーズは A Tribute to Terri Clark でこの曲を演奏した。
- 2004年に ジャクソン・ブラウンとボニー・レイットはこの曲を Enjoy Every Sandwich: The Songs of Warren Zevon でカバーした。
- 2005年にティム・クローチ、ランディ・コース、ラリィ・リチャードソン、カート・メイソン、ボー・ベースマンはこの曲を Pickin’ to Kill: Pickin’ On Terri Clark: A Bluegrass Tribute でカバーした。